# Peter Münstermann

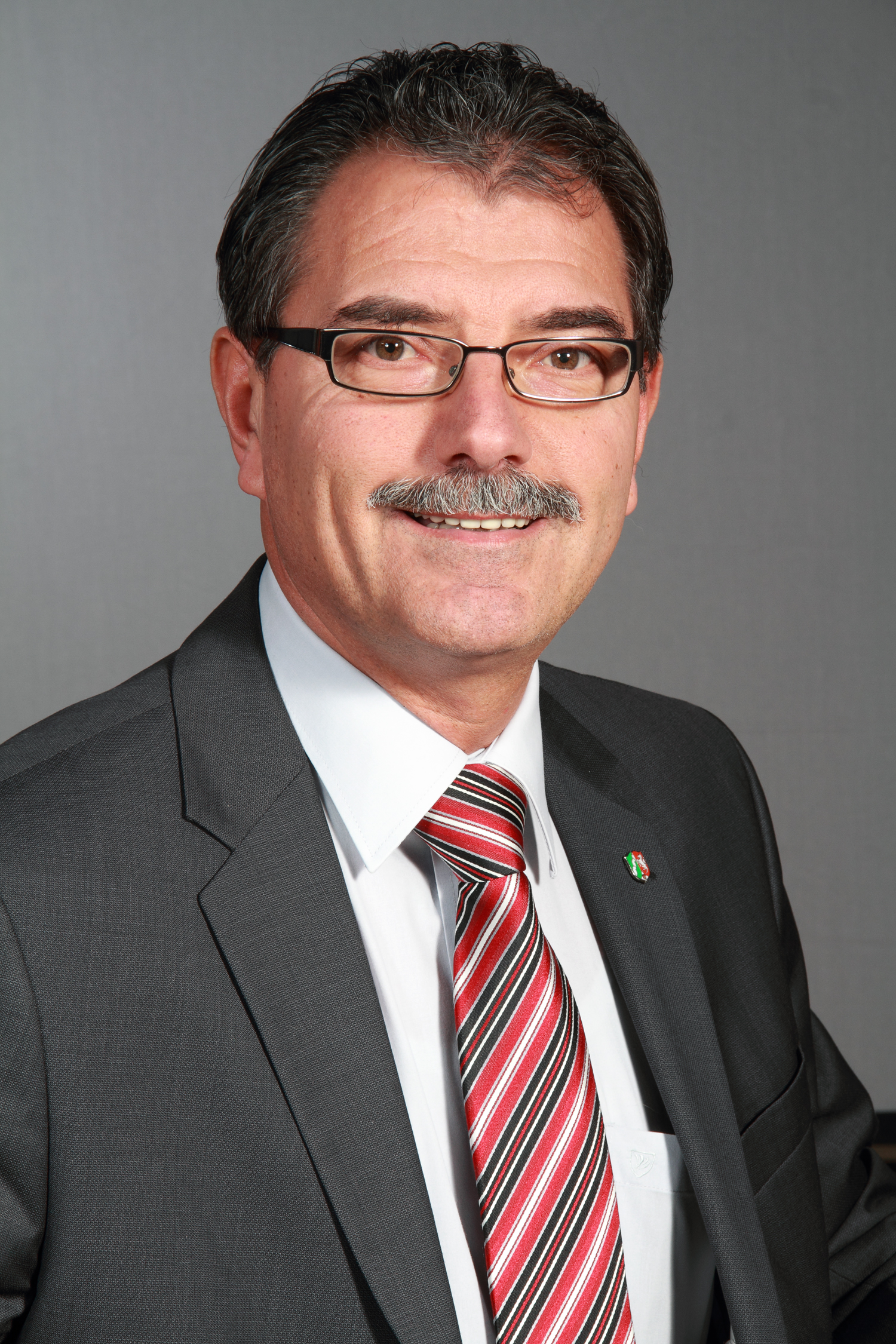
Peter Münstermann

Peter Münstermann (* 3. August 1956 in Langerwehe) ist ein deutscher Politiker (SPD) und Bürgermeister der Gemeinde Langerwehe. Er war bis zum 31. Mai 2017 Abgeordneter des Landtags von Nordrhein-Westfalen.

## Leben
Münstermann ist verheiratet, hat zwei Töchter und wohnt in Langerwehe-D’horn. In den Jahren 1963 bis 1971 besuchte Münstermann die St. Martinus-Volksschule in Schlich. Im Jahr 1988 schloss er die Abendschule als Maschinenbaumeister ab. Vor dem Grundwehrdienst bei einer Panzer-Arttillerieeinheit wurde er in einem Maschinenbauunternehmen in Düren zum technischen Zeichner ausgebildet. Nach einer anschließenden etwa zehnjährigen Tätigkeit bei einem Walzenhersteller wechselte er 1981 zur Rheinisch-Westfälisches Elektrizitätswerk AG im Kraftwerk Weisweiler. Nach weiteren Zwischenstationen bei RWE war er zwischen 2002 und 2012 freigestellter Betriebsratsvorsitzender. Seit dem Jahr 1971 ist Münstermann Mitglied bei Gewerkschaften, jetzt Ver.di und IGBCE.

## Politik
Peter Münstermann trat im März 2007 in die SPD, Ortsverein Langerwehe, ein. In seiner Heimatgemeinde ist er Ratsmitglied und sitzt seit dem Jahr 2015 der SPD-Gemeinderatsfraktion vor. Er ist weiterhin als sachkundiger Bürger im Kreistag Düren vertreten und Vorsitzender der Arbeitsgemeinschaft für Arbeit (AfA). Münstermann ist stellvertretender außerdem Vorsitzender der SPD Langerwehe.
Münstermann wurde bei der Landtagswahl am 13. Mai 2012 als Direktkandidat im Wahlkreis Düren I in den 16. Landtag von Nordrhein-Westfalen gewählt. In seinem Wahlkreis erhielt er 39,9 % der Erststimmen. Münstermann ist Mitglied im 28-köpfigen Ausschuss für Wirtschaft, Energie, Industrie, Mittelstand und Handwerk. Er war Mitglied im Ausschuss Europa und eine Welt. Im Unterausschuss Bergbausicherheit wurde er zum Sprecher der SPD-Fraktion bestimmt. Weiterhin war er stellvertretendes Mitglied im Ausschuss für Arbeit und Soziales. Für die Landtagswahlen im Mai 2017 verzichtete Münstermann auf eine erneute Kandidatur und zog sich damit aus der Landespolitik zurück.
Im Jahr 2014 wurde er mit als Landratskandidat der Sozialdemokraten im Kreis Düren nominiert und setzte sich damit gegen seinen parteiinternen Mitbewerber Olaf Müller durch. Am 13. September 2015 unterlag Münstermann bei den Landratswahlen gegen den seit 1999 amtierenden Landrat Wolfgang Spelthahn (CDU) mit einem Stimmergebnis von 43,66 % zu 56,34 %.
Zur Kommunalwahl 2020 ist Münstermann als Bürgermeisterkandidat der SPD für Langerwehe angetreten und wurde in der Stichwahl am 27. September 2020 mit 62,91 % der Stimmen gewählt. 2024 gab Münstermann bekannt, dass er bei der Kommunalwahl 2025 aus gesundheitlichen Gründen nicht zur Wiederwahl stehen wird.